# Record du monde de natation dames du 4 × 200 mètres nage libre
Progression du record du monde de natation sportive dames pour l'épreuve du 4 × 200 mètres nage libre.

## Bassin de 50 mètres
Le 4 × 200 mètres nage libre féminin ne fut intégré aux compétitions internationales qu'à partir de 1981. Les records antérieurs à cette date ont donc été effectués par des clubs. Le 14 août 2008 en finale des Jeux olympiques de Pékin, 4 équipes ont battu l'ancien record du monde appartenant aux Américaines et effectué seulement un an auparavant lors des championnats du monde 2007. Un an plus tard, lors des championnats du monde de Rome, deux équipes sont allées encore plus vite alors que l'ensemble des huit équipes a parcouru la distance plus rapidement que l'équipe championne du monde deux ans auparavant.
| Temps             | Laps          | Athlète            | Naissance | Âge | Équipe                          | Compétition               | Lieu       | Date            |
| ----------------- | ------------- | ------------------ | --------- | --- | ------------------------------- | ------------------------- | ---------- | --------------- |
| 11 min 10 s 0     |               |                    |           |     | États-Unis (Crystal Plunge)     |                           |            | 1946            |
| 11 min 02 s 6     |               |                    |           |     | États-Unis (Crystal Plunge)     |                           |            | 1947            |
| 10 min 37 s 4     |               |                    |           |     | États-Unis (Hawaii Swim Club)   |                           |            | 1950            |
| 10 min 24 s 9     |               |                    |           |     | États-Unis (Walter Reed SC)     |                           |            | 1953            |
| 10 min 18 s 7     |               |                    |           |     | États-Unis (Fort Lauderdale SA) |                           |            | 1954            |
| 10 min 10 s 3     |               |                    |           |     | États-Unis (Walter Reed SC)     |                           |            | 1955            |
| 10 min 09 s 8     |               |                    |           |     | États-Unis (Walter Reed SC)     |                           |            | 1956            |
| 9 min 08 s 8      |               |                    |           |     | États-Unis (Santa Clara SC)     |                           |            | 1964            |
| 9 min 00 s 1      |               |                    |           |     | États-Unis (City of Commerce)   |                           |            | 1965            |
| 8 min 55 s 4      |               |                    |           |     | États-Unis (Santa Clara SC)     |                           |            | 1966            |
| 8 min 53 s 0      |               |                    |           |     | États-Unis (Santa Clara SC)     |                           |            | 1967            |
| 8 min 45 s 2      |               |                    |           |     | États-Unis (Arden Hills SC)     |                           |            | 1968            |
| 8 min 42 s 3      |               |                    |           |     | États-Unis (Arden Hills SC)     |                           |            | 1969            |
| 8 min 35 s 52     |               |                    |           |     | États-Unis (Lakewood AC)        |                           |            | 1971            |
| 8 min 30 s 23     |               |                    |           |     | États-Unis (Mission Viejo)      |                           |            | 1974            |
| 8 min 25 s 60     |               |                    |           |     | États-Unis (Mission Viejo)      |                           |            | 1975            |
| 8 min 21 s 40     |               |                    |           |     | États-Unis (Central Jersey AC)  |                           |            | 1976            |
| 8 min 20 s 55     |               |                    |           |     | États-Unis (Mission Viejo)      |                           |            | 1977            |
| 8 min 17 s 06     |               |                    |           |     | États-Unis (Mission Viejo)      |                           |            | 1979            |
| 8 min 14 s 76     |               |                    |           |     | États-Unis (Longhorn Aquatics)  |                           |            | 1980            |
| 8 min 13 s 07     |               |                    |           |     | États-Unis (Cinci Marlins)      |                           |            | 1980            |
| 8 min 07 s 44     |               |                    |           |     | États-Unis (Mission Viejo)      |                           |            | 1981            |
| Records officiels |               |                    |           |     |                                 |                           |            |                 |
| 8 min 02 s 27     |               |                    |           |     | Allemagne de l'Est              | Championnats d'Europe     | Rome       | 22 août 1983    |
|                   |               | Kristin Otto       | 1966      | 17  |                                 |                           |            |                 |
|                   |               | Astrid Strauss     | 1968      | 15  |                                 |                           |            |                 |
|                   |               | Cornelia Sirch     | 1966      | 17  |                                 |                           |            |                 |
|                   |               | Birgit Meineke     | 1964      | 19  |                                 |                           |            |                 |
| 7 min 59 s 33     |               |                    |           |     | Allemagne de l'Est              | Championnats du monde     | Madrid     | 17 août 1986    |
|                   |               | Astrid Strauss     | 1968      | 18  |                                 |                           |            |                 |
|                   |               | Nadja Bergknecht   |           |     |                                 |                           |            |                 |
|                   |               | Manuela Stellmach  | 1970      | 16  |                                 |                           |            |                 |
|                   |               | Heike Friedrich    | 1970      | 16  |                                 |                           |            |                 |
| 7 min 55 s 47     |               |                    |           |     | Allemagne de l'Est              | Championnats d'Europe     | Strasbourg | 18 août 1987    |
|                   | 2 min 00 s 23 | Manuela Stellmach  | 1970      | 17  |                                 |                           |            |                 |
|                   | 1 min 58 s 90 | Astrid Strauss     | 1968      | 19  |                                 |                           |            |                 |
|                   | 1 min 58 s 73 | Anke Mohring       | 1969      | 18  |                                 |                           |            |                 |
|                   | 1 min 57 s 61 | Heike Friedrich    | 1970      | 17  |                                 |                           |            |                 |
| 7 min 53 s 42     |               |                    |           |     | États-Unis                      | Jeux olympiques (f)       | Athènes    | 18 août 2004    |
|                   | 1 min 57 s 74 | Natalie Coughlin   | 1982      | 22  |                                 |                           |            |                 |
|                   | 1 min 59 s 39 | Carly Piper        | 1980      | 24  |                                 |                           |            |                 |
|                   | 1 min 58 s 12 | Dana Vollmer       | 1987      | 17  |                                 |                           |            |                 |
|                   | 1 min 58 s 17 | Kaitlin Sandeno    | 1983      | 21  |                                 |                           |            |                 |
| 7 min 50 s 82     |               |                    |           |     | Allemagne                       | Championnats d'Europe (f) | Budapest   | 3 août 2006     |
|                   | 1 min 59 s 14 | Petra Dallmann     | 1978      | 28  |                                 |                           |            |                 |
|                   | 1 min 58 s 27 | Daniela Samulski   | 1984      | 22  |                                 |                           |            |                 |
|                   | 1 min 57 s 77 | Britta Steffen     | 1983      | 23  |                                 |                           |            |                 |
|                   | 1 min 55 s 64 | Annika Liebs       | 1979      | 27  |                                 |                           |            |                 |
| 7 min 50 s 09     |               |                    |           |     | États-Unis                      | Championnats du monde (f) | Melbourne  | 29 mars 2007    |
|                   | 1 min 56 s 43 | Natalie Coughlin   | 1982      | 25  |                                 |                           |            |                 |
|                   | 1 min 57 s 49 | Dana Vollmer       | 1987      | 20  |                                 |                           |            |                 |
|                   | 1 min 59 s 19 | Lacey Nymeyer      | 1985      | 22  |                                 |                           |            |                 |
|                   | 1 min 56 s 98 | Katie Hoff         | 1989      | 18  |                                 |                           |            |                 |
| 7 min 44 s 31     |               |                    |           |     | Australie                       | Jeux olympiques (f)       | Pékin      | 14 août 2008    |
|                   | 1 min 56 s 60 | Stephanie Rice     | 1988      | 20  |                                 |                           |            |                 |
|                   | 1 min 56 s 58 | Bronte Barratt     | 1989      | 19  |                                 |                           |            |                 |
|                   | 1 min 55 s 22 | Kylie Palmer       | 1990      | 18  |                                 |                           |            |                 |
|                   | 1 min 55 s 91 | Linda Mackenzie    | 1983      | 25  |                                 |                           |            |                 |
| 7 min 42 s 08     |               |                    |           |     | Chine                           | Championnats du monde (f) | Rome       | 30 juillet 2009 |
|                   | 1 min 55 s 47 | Yang Yu            | 1985      | 26  |                                 |                           |            |                 |
|                   | 1 min 55 s 79 | Zhu Qian Wei       | 1990      | 18  |                                 |                           |            |                 |
|                   | 1 min 56 s 09 | Liu Jing           | 1990      | 19  |                                 |                           |            |                 |
|                   | 1 min 54 s 73 | Pang Jiaying       | 1985      | 26  |                                 |                           |            |                 |
| 7 min 41 s 50     |               |                    |           |     | Australie                       | Championnats du monde (f) | Gwangju    | 25 juillet 2019 |
|                   | 1 min 54 s 27 | Ariarne Titmus     | 2000      | 18  |                                 |                           |            |                 |
|                   | 1 min 56 s 73 | Madison Wilson     | 1994      | 25  |                                 |                           |            |                 |
|                   | 1 min 55 s 60 | Brianna Throssell  | 1996      | 23  |                                 |                           |            |                 |
|                   | 1 min 54 s 90 | Emma McKeon        | 1994      | 25  |                                 |                           |            |                 |
| 7 min 40 s 33     |               |                    |           |     | Chine                           | Jeux olympiques (f)       | Tokyo      | 29 juillet 2021 |
|                   | 1 min 54 s 37 | Yang Junxuan       | 2002      | 19  |                                 |                           |            |                 |
|                   | 1 min 55 s    | Tang Muhan         | 2003      | 17  |                                 |                           |            |                 |
|                   | 1 min 55 s 66 | Zhang Yufei        | 1998      | 23  |                                 |                           |            |                 |
|                   | 1 min 55 s 30 | Li Bingjie         | 2002      | 19  |                                 |                           |            |                 |
| 7 min 39 s 29,    |               |                    |           |     | Australie                       | Jeux du Commonwealth      | Birmingham | 31 juillet 2022 |
|                   | 1 min 56 s 27 | Madison Wilson     | 1994      | 28  |                                 |                           |            |                 |
|                   | 1 min 55 s 40 | Kiah Melverton     | 1996      | 25  |                                 |                           |            |                 |
|                   | 1 min 54 s 80 | Mollie O'Callaghan | 2004      | 18  |                                 |                           |            |                 |
|                   | 1 min 52 s 82 | Ariarne Titmus     | 2000      | 21  |                                 |                           |            |                 |
| 7 min 37 s 50     |               |                    |           |     | Australie                       | Championnat du monde (f)  | Fukuoka    | 27 juillet 2023 |
|                   | 1 min 53 s 66 | Mollie O'Callaghan | 2004      | 19  |                                 |                           |            |                 |
|                   | 1 min 55 s 63 | Shayna Jack        | 1998      | 24  |                                 |                           |            |                 |
|                   | 1 min 55 s 80 | Brianna Throssell  | 1996      | 27  |                                 |                           |            |                 |
|                   | 1 min 52 s 41 | Ariarne Titmus     | 2000      | 22  |                                 |                           |            |                 |

## Bassin de 25 mètres
| Temps         | Laps          | Athlète               | Naissance | Âge | Équipe    | Compétition               | Lieu       | Date             |
| ------------- | ------------- | --------------------- | --------- | --- | --------- | ------------------------- | ---------- | ---------------- |
| 7 min 46 s 30 |               |                       |           |     | Chine     | Championnats du monde     | Moscou     | 3 avril 2002     |
|               | 1 min 55 s 73 | Xu Yanwei             |           |     |           |                           |            |                  |
|               | 1 min 57 s 04 | Zhu Yingwen           |           |     |           |                           |            |                  |
|               | 1 min 58 s 37 | Tang Jigzhi           |           |     |           |                           |            |                  |
|               | 1 min 55 s 16 | Yu Yang               |           |     |           |                           |            |                  |
| 7 min 38 s 90 |               |                       |           |     | Pays-Bas  | Championnats du monde     | Manchester | 9 avril 2008     |
|               | 1 min 55 s 36 | Inge Dekker           | 1985      | 23  |           |                           |            |                  |
|               | 1 min 53 s 44 | Femke Heemskerk       | 1987      | 21  |           |                           |            |                  |
|               | 1 min 54 s 17 | Marleen Veldhuis      | 1979      | 29  |           |                           |            |                  |
|               | 1 min 55 s 93 | Ranomi Kromowidjojo   | 1990      | 18  |           |                           |            |                  |
| 7 min 35 s 94 |               |                       |           |     | Chine     | Championnats du monde (f) | Dubaï      | 15 décembre 2010 |
|               | 1 min 54 s 73 | Chen Qian             | 1987      | 23  |           |                           |            |                  |
|               | 1 min 53 s 54 | Tang Yi               | 1993      | 17  |           |                           |            |                  |
|               | 1 min 53 s 59 | Liu Jing              | 1990      | 20  |           |                           |            |                  |
|               | 1 min 54 s 08 | Zhu Qianwei           | 1990      | 20  |           |                           |            |                  |
| 7 min 32 s 85 |               |                       |           |     | Pays-Bas  | Championnats du monde (f) | Doha       | 3 décembre 2014  |
|               | 1 min 54 s 73 | Inge Dekker           | 1985      | 29  |           |                           |            |                  |
|               | 1 min 51 s 22 | Femke Heemskerk       | 1987      | 27  |           |                           |            |                  |
|               | 1 min 54 s 17 | Ranomi Kromowidjojo   | 1990      | 24  |           |                           |            |                  |
|               | 1 min 52 s 73 | Sharon van Rouwendaal | 1993      | 21  |           |                           |            |                  |
| 7 min 30 s 87 |               |                       |           |     | Australie | Championnats du monde (f) | Melbourne  | 14 décembre 2022 |
|               | 1 min 53 s 13 | Madison Wilson        | 1994      | 28  |           |                           |            |                  |
|               | 1 min 52 s 83 | Mollie O'Callaghan    | 2004      | 18  |           |                           |            |                  |
|               | 1 min 52 s 67 | Leah Neale            | 1995      | 27  |           |                           |            |                  |
|               | 1 min 52 s 24 | Lani Pallister        | 2002      | 20  |           |                           |            |                  |

## 4 × 200 yards nage libre
| Temps         | Laps          | Athlète       | Naissance | Âge | Équipe                   | Compétition                          | Lieu            | Date            |
| ------------- | ------------- | ------------- | --------- | --- | ------------------------ | ------------------------------------ | --------------- | --------------- |
| 6 min 57 s 28 |               |               |           |     | Université d'Auburn      |                                      | Auburn          | 20 février 2008 |
|               |               | Ava Ohlgren   |           |     |                          |                                      |                 |                 |
|               |               | Caitlin Geary |           |     |                          |                                      |                 |                 |
|               |               | Melissa Marik |           |     |                          |                                      |                 |                 |
|               |               | E. Kukors     |           |     |                          |                                      |                 |                 |
| 6 min 54 s 02 |               |               |           |     | Université d'Auburn      | Southeastern conference championship | Auburn          | 18 février 2009 |
|               | 1 min 42 s 99 | Ava Ohlgren   |           |     |                          |                                      |                 |                 |
|               | 1 min 43 s 18 | Caitlin Geary |           |     |                          |                                      |                 |                 |
|               | 1 min 44 s 69 | Melissa Marik |           |     |                          |                                      |                 |                 |
|               | 1 min 43 s 16 | Maggie Bird   |           |     |                          |                                      |                 |                 |
| 6 min 52 s 69 |               |               |           |     | Université de Californie | Championnats NCAA (f)                | College Station | 20 mars 2009    |
|               | 1 min 43 s 15 | Sara Isakovic |           |     |                          |                                      |                 |                 |
|               | 1 min 44 s 15 | Hannah Wilson |           |     |                          |                                      |                 |                 |
|               | 1 min 43 s 64 | Liv Jensen    |           |     |                          |                                      |                 |                 |
|               | 1 min 41 s 75 | Dana Vollmer  |           |     |                          |                                      |                 |                 |